# Coryphoridae
De Coryphoridae vormen een familie van haften (Ephemeroptera).

## Geslachten
De familie Coryphoridae omvat slechts het volgende geslacht:
- Coryphorus Peters, 1981